# George Sawley
George E. Sawley (* 18. Juni 1903 in Parsons, Kansas; † 26. April 1967 in Los Angeles, Kalifornien) war ein US-amerikanischer Artdirector und Szenenbildner, der zweimal für den Oscar für das beste Szenenbild nominiert war.

## Leben
Sawley begann seine Laufbahn als Artdirector und Szenenbildner in der Filmwirtschaft Hollywoods 1927 in Filmen wie Streets of Shanghai und Enchanted Island und wirkte bis 1962 an der szenischen Ausstattung von fast siebzig Filmen und Episoden von Fernsehserien mit.
Bei der Oscarverleihung 1943 wurde er zusammen mit Hans Dreier und Roland Anderson erstmals für den Oscar für das beste Szenenbild nominiert und zwar für den Farbfilm Piraten im karibischen Meer (1942), der unter der Regie von Cecil B. DeMille mit Ray Milland, John Wayne und Paulette Goddard in den Hauptrollen entstand. Eine weitere Oscarnominierung in dieser Kategorie bekam er 1951 mit Ernst Fegté für den Farbfilm Endstation Mond (1950), einem Science-Fiction-Film von Irving Pichel mit den weitgehend unbekannten Schauspielern John Archer, Warner Anderson und Tom Powers.

## Filmografie (Auswahl)
- 1927: Streets of Shanghai
- 1927: Enchanted Island
- 1928: Stormy Waters
- 1929: Kapitän Halls große Liebe (The Lost Zeppelin)
- 1930: The Third Alarm
- 1941: Das goldene Tor
- 1942: Meine Frau, die Hexe
- 1943: Henry Aldrich Swings It
- 1945: Seine Frau ist meine Frau (Guest Wife)
- 1946: Der Weg nach Utopia (Road to Utopia)
- 1948: Abrechnung in Coroner Creek (Coroner Creek)
- 1948: Moonrise
- 1949: Die Goldräuber von Tombstone (Bad Men of Tombstone)
- 1950: Ende im Morgengrauen (The Sun Sets at Dawn)
- 1951: Trommeln im tiefen Süden (Drums in the Deep South)
- 1951: Fernruf aus Chicago (Chicago Calling)
- 1956: Death Valley Days (Fernsehserie)
- 1959: Bat Masterson (Fernsehserie)
- 1962: Was geschah wirklich mit Baby Jane?